# Тигровая бухта (фильм, 1959)
«Тигровая бухта» (англ. Tiger Bay) — британский фильм-драма 1959 года, снятый режиссёром Дж. Ли Томпсоном по рассказу Ноэля Калефа «Родольф и револьвер». В главной роли — Хорст Буххольц.

## Сюжет
Молодой польский моряк Бронек Корчинский возвращается в Кардифф из своего дальнего путешествия, дабы навестить свою подругу Аню. Однако, та уже давно съехала на другую квартиру и живёт там с новым любовником. В грубой форме женщина отвергает признания Корчинского в чувствах к ней. В приступе ревности моряк убивает Аню и выбрасывает пистолет в первый попавшийся тёмный угол. Его подбирает соседская девочка Джилл. Но она не спешит сдавать убийцу полиции. На Бронека у неё совсем другие планы.

## В ролях
- Хорст Буххольц — Бронислав «Бронек» Корчинский
- Джон Миллс —   суперинтендант  полиции  Грэм
- Хейли Миллс —  Джилл Эванс
- Ивонн Митчелл — Аня
- Мегс Дженкинс — миссис Филлипс, тётя Джилл
- Энтони Доусон—  Баркли, новый бойфренд Ани
- Джордж Селуэй — детектив Харви

## Награды и номинации
Фильм получил приз «Серебряный медведь» Берлинского международного кинофестиваля. Также  «Тигровая бухта» была отмечена тремя номинациями на БАФТА (лучший фильм, лучший британский фильм и лучший сценарий британского фильма), 13-летняя исполнительница одной из главных ролей   Хейли Миллс награждена за  самый многообещающий дебют.